# HD 82943 b
HD 82943 b는 바다뱀자리 방향으로 지구로부터 약 89광년 떨어진 곳에 있는 외계 행성이다. 2000년 마이클 메이어, 스테판 우드리 연구진이 황색 왜성 HD 82943 주위를 돌고 있는 것을 발견, 학계에 공식으로 보고했다. HD 82943은 b 외에도 행성 하나를 더 거느리고 있는데, b는 둘 중 바깥쪽을 돌고 있다.

## 같이 보기
- HD 82943 c